# Beynac
Beynac (tiếng Occitan: Beinac) là một xã của tỉnh Haute-Vienne, thuộc vùng Nouvelle-Aquitaine, miền trung nước Pháp.